# Džamila Stehlíková
Džamila Stehlíková, kaz. Жәмилә Стеһликова (ur. 6 lutego 1962 w Ałma-Acie) – czeska lekarka, psychiatra i polityk kazachskiego pochodzenia, w latach 2007–2009 minister do spraw praw człowieka i mniejszości narodowych w drugim rządzie Mirka Topolánka.

## Życiorys
W 1985 ukończyła studia w I Moskiewskim Instytucie Medycznym, po czym do 1988 pracowała jako wykładowczyni w katedrze psychiatrii na macierzystej uczelni. Od 1989 do 1992 była psychiatrą w szpitalu w Chomutovie, następnie zaś uzyskała zatrudnienie jako pracownik naukowy w centrum ochrony zdrowia w Pradze oraz w państwowym instytucie zdrowia, gdzie zajmowała się m.in. kwestią przeciwdziałania narkomanii oraz zapobiegania HIV/AIDS. W 1998 podjęła pracę w zawodzie psychiatry w Chomutovie, została też wykładowczynią katedry nauk społecznych na wydziale ochrony środowiska Uniwersytetu Jana Evangelisty Purkyniego w Uściu nad Łabą.
W 2002 wstąpiła do Partii Zielonych. W latach 2005–2007 była wiceprzewodniczącą tego ugrupowania. W 1998 po raz pierwszy wybrana na radną miejską, w latach 2003–2006 zasiadała w zarządzie Chomutova.
Od 9 stycznia 2007 do 23 stycznia 2009 pełniła funkcję ministra do spraw praw człowieka i mniejszości narodowych w drugim rządzie Mirka Topolánka. W 2014 wystąpiła ze swojego ugrupowania, w 2017 została wiceprzewodniczącą partii Liberálně ekologická strana, a w 2021 stanęła na czele tej formacji.
W latach 1988–1997 zamężna z Miloslavem Stehlíkem; w 1992 uzyskała czeskie obywatelstwo.